# Gaius Papirius Maso (Konsul)
Gaius Papirius Maso war ein römischer Politiker und Militär des 3. Jahrhunderts v. Chr.
Als einziger Vertreter seines Zweiges der Papirier konnte er das Konsulat erreichen. Als Konsul des Jahres 231 v. Chr. besiegte er die aufständischen Korsen. Da ihm der Senat einen Triumph verweigerte, feierte er diesen als erster Römer auf dem Mons Albanus. Weil er die Römer auf einem Myrtenfeld zum Sieg über die Korsen führte, trug er einen Kranz aus Myrte. Wie sein gleichnamiger Vetter Gaius Papirius Maso war auch er ein Mitglied des Priesterkollegiums der Decemviri Sacris Faciundis.